# Monumento a Nizami Ganjavi (San Pietroburgo)
Il monumento a Nizami Ganjavi (in cirillico: Памятник Низами Гянджеви?, traslitterato: Pamjatnik Nizami Gjandževi) è un monumento in bronzo situato a San Pietroburgo, in "piazza Nizami" (in cirillico: Сквер Низами?, traslitterato: Skver Nizami), nelle vicinanze del Kamennoostrovskij prospekt.

## Storia

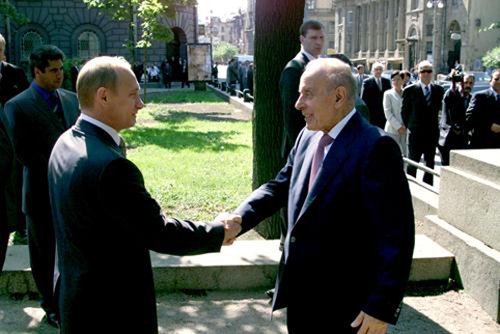
Vladimir Putin e Heydər Əliyev all'inaugurazione del monumento.

La scultura è stata realizzata a Bacù e poi è stata inaugurata a San Pietroburgo nel 2002 come un regalo da parte dell'Azerbaigian in occasione del trecentesimo anniversario della fondazione della città.
L'autore della scultura è lo scultore azero Geruş Babaev, ex alunno dell'accademia d'arte e industria di San Pietroburgo. L'autore del progetto per il basamento è Feliks Romanovskij, un artista russo. Il presidente russo Vladimir Putin e l'allora presidente azero Heydər Əliyev parteciparono alla cerimonia di inaugurazione del monumento.
Nel suo discorso tenuto alla cerimonia di inaugurazione, Vladimir Putin affermò che stava avvenendo un evento "molto lieto e solenne" e che si stava svelando un monumento dedicato ad un "figlio di spicco dell'Oriente e dell'Azerbaigian." Tuttavia, il capo del dipartimento di filologia iraniana e preside della facoltà di orientalistica all'università pietroburghese, Ivan Michajlovič Steblin-Kamenskij, criticò il fatto che Nizami fosse stato definito un poeta azero come il frutto di una tendenza nazionalista azera, in quanto in realtà egli era un persiano e non scrisse mai un'opera in lingua azera.

## Descrizione
La scultura è realizzata in bronzo ed è alta 5 metri. L'opera è stata scolpita in stile orientale e raffigura Neẓāmi-ye Ganjavī seduto su una roccia, sotto un arco. Egli tiene un libro tra le mani ed è vestito in abiti orientali. Sul piedistallo è presente il suo nome in lingua azera (Nizami Gəncəvi).